# Онат, Эмин
Эмин Онат (тур. Emin Onat; 20 декабря 1908, Стамбул — 1961[…], Стамбул) — турецкий архитектор и педагог, один из архитекторов Мавзолея Кемаля Ататюрка. Ректор Стамбульского технического университета (1951—1953).

## Биография
Онат родился в городе Стамбуле в 1908 году. В 1926 году поступил в Инженерную академию Стамбула, после третьего курса в числе лучших студентов был отправлен для продолжения обучения в Швейцарию. Учился в Высшем техническом училище в Цюрихе у Отто Рудольфа Зальвисберга.
После окончания Цюрихского университета в 1934 году вернулся в турецкую столицу. Преподавал архитектуру в Инженерной академии, с 1938 года — профессор. При преобразовании Инженерной академии в Стамбульский технический университет в 1944 году стал первым деканом факультета архитектуры.
В 1951—1953 годах являлся ректором Стамбульского технического университета.
В 1954—1957 годах был членом парламента Турции от Демократической партии. В 1960 году после военного переворота был уволен из университета. Умер в следующем году.

## Архитектурные проекты
В ранние годы карьеры находился под влиянием функционализма, позднее пытался совместить его с местными архитектурными традициями.
В 1942 году совместно с Ахмедом Орханом Ардой выиграл конкурс на лучший проект Мавзолея Кемаля Ататюрка (в дальнейшем в проект неоднократно вносились изменения), столь масштабная работа наложила отпечаток на дальнейшую карьеру Оната.
Кроме того, автор проектов особняка губернатора Бурсы (1945—1946), Дворца правосудия Стамбула (1949, совместно с С. Эльдемом), здания президентского секретариата в районе Чанкай Анкары (1953), Дворца полиции в Анкаре (1956) и других зданий, в основном, в родном городе.